# ゼネラルオーディオ

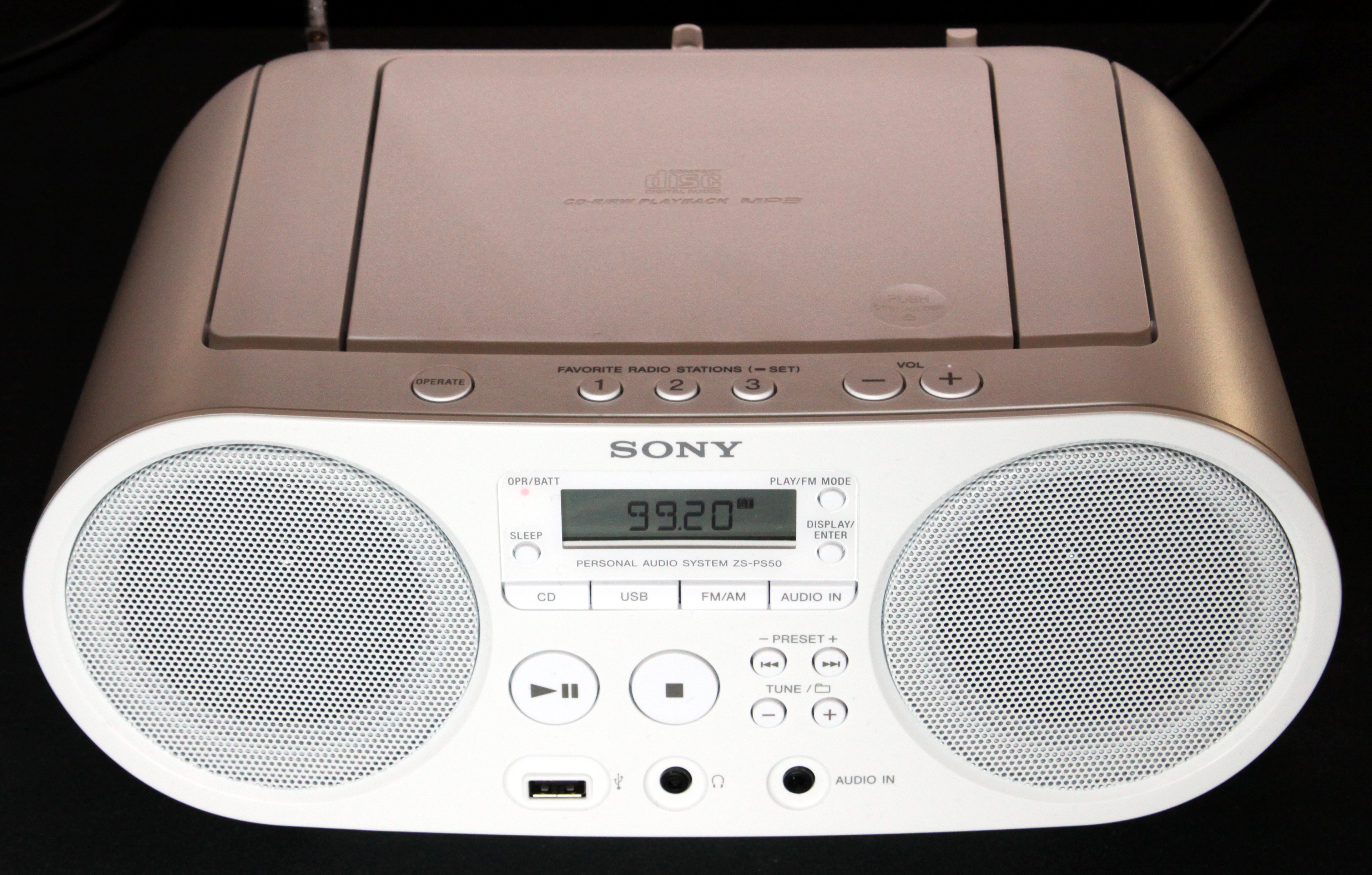
ゼネラルオーディオ製品の典型例（ソニー ZS-PS50，どこの家庭にも置かれているようなCD・USBフラッシュドライブのデータ・AM/FMラジオ放送が聴ける一体型の卓上パーソナルオーディオ製品）

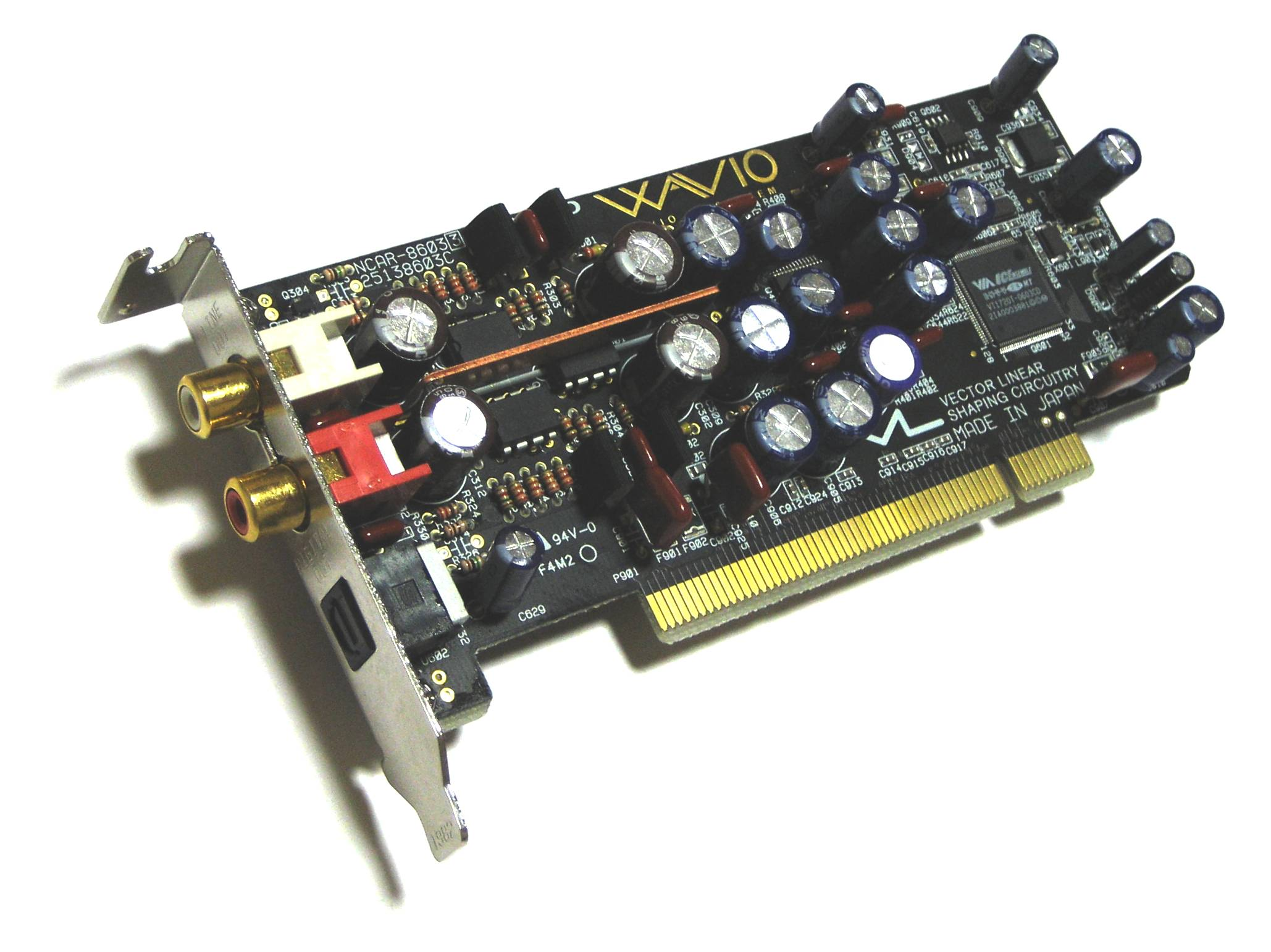
ゼネラルオーディオの中でもマニアックなジャンルになるPCオーディオ製品の一例（オンキヨー WAVIO SE-90PCI，デスクトップPCに取り付けるサウンドカードという厳しい制約下でオーディオ機器的な多数の大容量コンデンサや太いグランド線を採用して高級感を出しているが未だゼネラルオーディオの範疇にある）

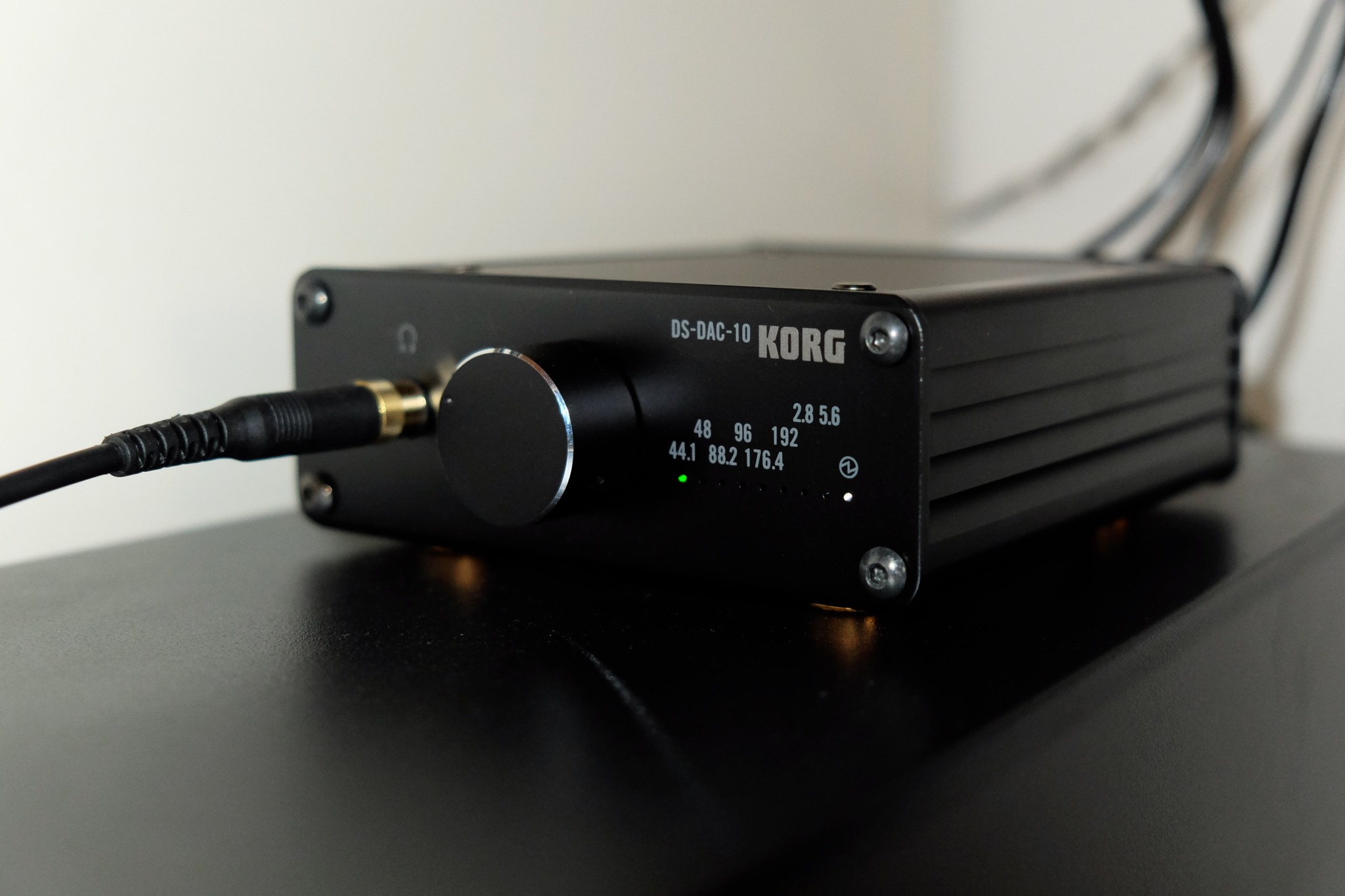
PCやスマートフォンに接続可能なUSB-DACの一例（コルグ DS-DAC-10，数万円という価格の製品ながらハイレゾ音源に対応し、一部の製品では単体でリアルタイムDSD変換も可能であるなどデジタル面でのスペックは高いため、専門知識を持つオーディオマニアがコストパフォーマンスを重視して導入する）

ゼネラルオーディオ（英: general audio）とは、オーディオ機器（音響機器）で、業務用や放送用ではない、民生用機器のうち、Hi-Fiの実現を最優先としないが必要十分な性能を備えた、主に一般大衆に向けたローエンドや廉価版の機種などを含む製品群のことを指す。ゼネラルオーディオの設計は、万人が使う道具となることを想定して操作性や可搬性などの利便性に関わる要素に重きを置く傾向にある。一部では、コストパフォーマンスを重視したマニアのみが扱えるような海外製品や半自作製品も存在する。

## ゼネラルオーディオの位置付け
ゼネラルオーディオのゼネラルは、英語の「一般の」や「全般の」の意味を表す general であるが、ゼネラルオーディオとした場合には、一般市場向けの製品群として実用上、必要にして十分な性能と音質を備えた音響機器である。例えば一定以上の品質要求を満たすことが必要な業務用やいわゆるオーディオマニアのようなタイプのユーザーなどを対象とした製品では高性能ゆえに高価であるが、ゼネラルオーディオでは一般向けに普及させることを前提として、機能や性能を割り切った設計を採用した製品を廉価に提供している。ゼネラルオーディオといっても本来は最高の音質を追求したいが、単に最高の音質を追求する設計を採用した場合、機器が大きくなったりコストが高く付いたりする関係で万人に普及する製品とはなりにくい。従って、コストカットや軽量化のため筐体はプラスチックなどの安価で軽い材料を使い、製品内部の電子回路はシンプルな設計として、基板上に基本となるICチップと小さいコンデンサが幾つか並んでいるだけという素っ気ない構成の場合が多い。しかし、2010年代中半以降はゼネラルオーディオだからといって即座に酷い音質ということはなく、特にハイレゾ（リューション）オーディオの出現によって、オーディオ機器のデジタル領域での性能向上が促進されて音質の水準は大幅に向上しており、極端に低価格の製品でない限りは可聴帯域の再生能力は問題なく、低音から高音まで明瞭に感じられる程度の高音質は実現している。こうした状況下でも行われる「ゼネラルオーディオは酷い」という主張は、あくまでも音楽の芸術的側面に注目しアコースティック楽器などの繊細な表現を隅々まで分析しながら聴くオーディオマニアが、ゼネラルオーディオの一定の意義を認めつつ「（ゼネラルオーディオには万人が入手できる道具としての意義はあるが）制作者が人生を掛けて作った芸術たる音楽を聴く観点からすると良い音を追求せず利便性だけ見て楽に済ませようとする風潮は問題」あるいは「（ゼネラルオーディオは出力の大きさやクリアな音など音質の基本的な土台は実現できているが）より深い音楽表現の追求という観点からして再生音が素っ気なく感じたり大味な印象を受けたりして満足できない」ということを主張しているだけである。ゼネラルオーディオと高級オーディオはどちらか一方が絶対的ということはなく、そもそも利用目的が違う製品であるため、最終的に棲み分けることになる。
伝統的なオーディオマニアは可能な限り高度なHi-Fiを実現することを最優先とし、あるいはそれ以外の何か（例えばオーディオ装置自体の外観）を求めて、いわゆる高級オーディオを指向する。これに対し大抵の一般ユーザーはラジオは番組の内容が判別できる程度で構わなかったり、尤も、気軽に予算が投資可能な低価格帯に属したレコードプレーヤーやCDプレーヤーであればレコードやコンパクトディスク（CD）に記録された音楽（音声）が聞こえていれば必要にして十分に事足りるなど、実用の範疇を超える一定以上の性能は過剰性能または過剰な品質と判断する。特に高品質なオーディオ関連機器はコンポーネント化されていてそれらを組み合わせたオーディオセットは場所をとる傾向もあり、時には専用のオーディオルームを必要とすることもあるが、部屋の数に余裕がない一般の家庭やワンルーム暮らしでは可搬性のある一体型筐体、または卓上型の据置き筐体でラジオが聞けてCDが再生できるCDラジカセやCDクロックラジオのようなオールインワン製品のほうが利便性が良く、また必要な機器をそろえて適切に接続する必要の無いオールインワン機器は可搬性の有無に関係なくユーザーにとってはパッケージ（梱包）から取り出してそのまま電源を入れればすぐ使えると言う意味で扱いやすいものとなる。更には、もっと簡略化してオーディオ専用機器を購入せず、PCやスマートフォンからBluetoothイヤホンに音声データを非可逆圧縮（音質が損なわれる）しながら無線で転送して聴取する例も急増している。こうした傾向から、一般人にとって音質はそれほど重要ではなく、オーディオへの投資を最小限とする傾向があることが分かる。こういった一般の消費者向けに設計され安価に提供されている音響機器全般が、いわゆるゼネラルオーディオである。しばしばオーディオマニアはゼネラルオーディオ機器を「廉価版製品」「バジェットオーディオ」などとして廉価で低性能とみなすが、オーディオマニアの指向する高級オーディオは価格面で文字通り「桁が違う」製品であり、結果として音が聴けるだけと考えると一般人の価値観からすればコストパフォーマンスは非常に悪い。従って、オーディオマニア以外はゼネラルオーディオを実用的な性能と品質が安価に手に入るものとして受け入れている。ゼネラルオーディオはしばしばコモディティ化など「需要に対して必要十分なら何処のメーカーの製品かは問われない」という側面もあるが、この中では音響特性ではなく高度なインダストリアルデザインを取り入れて意匠性を高めたデザイン家電のような差別化戦略を目指す製品も見られる。こと音響機器でも、簡便で安価なオールインワン製品でありながら音響特性ではなくデザイン面を重視したミニコンポや、廉価ながらファッション性に配慮して服飾と調和したりデザインで個性を主張するイヤホンやヘッドホンなどに、ゼネラルオーディオが音響機器としてではなく家電製品（娯楽家電）として目指している方向性を見出すことも可能である。但し、中古品でもスペックだけでは割り切れない製品ごとの独特の作り込みから高額取引が行われる高級オーディオと違い、ゼネラルオーディオの資産性は皆無であり、ある程度の期間使用した型落ちの中古品であれば粗大ゴミ同然の価値しかない場合が多い。ゼネラルオーディオには数十年に渡る長期保守という観点はなく、使い捨てが前提である。

## コストパフォーマンスの高い製品の存在
但し、オーディオマニアと言えど、システム総額で最低でも100万円以上にもなるような本物のピュアオーディオに手が届く者は少数派である。特にオーディオが流行した1970年代と違い、バブル崩壊以降はオーディオブームも終焉を迎えており、デジタル技術の進歩によって大掛かりなオーディオシステムを自宅に設置することが殆ど無くなったことも大きく影響を与えている。21世紀においてはゼネラルオーディオ製品の範疇で工夫しながらコストパフォーマンスを重視してそれなりの高音質を楽しむ者の方が多数派で、安いオーディオ機器を購入し、高級オペアンプへの換装やコンデンサの増設を行うなど、電子回路についての技術的な知識を活用する例もある。あるいは半完成品という自作ユーザー向けの製品がWebサイトあるいは秋葉原などの専門店で販売され、個人の好みに合わせた電子部品を集めて自分だけの実用品に仕上げる事例もある。こうしたコストパフォーマンスの高さを要求する中堅未満のオーディオマニアを対象にして、中国の新興メーカー（例：S.M.S.L，TOPPING）が製造した中華DACが人気を獲得している。中華DACはコストパフォーマンスを高めやすいデジタルICを多用して設計されており、筐体のデザインがシンプルで重厚さは無くコストの掛かるアナログ段の回路も貧弱であるため特性がフラットかつオーディオ的な色付けが少ない場合が多い。しかし、ソフトウェア定義シリコン「XMOS」や最新DACチップなどの新しいデジタルハードウェア技術を駆使して多様なハイレゾフォーマットやASIOに対応することで広帯域でフラットな音声出力を可能とし、それどころか一部では高級オーディオ機器に見られるようなデュアルDAC構成やバランス接続端子まで搭載してチャンネルセパレーションやスルー・レートを大幅に高めている。こうした値段に見合わないほど高い公称スペックを持つ製品はそもそもが偽物であったり、あるいは正規品であっても設計や付属ソフトウェアが不十分な場合もあって玉石混交の状況にあるため、前提としてメーカーの信頼性についての事前調査や技術的知識が必要だが、当たれば絶大なコストパフォーマンスを発揮し、動作不良があってもギーク寄りのスタンスで利用すれば怪しいデジタルガジェット的に安定動作させるまでの過程を楽しめる側面もある。従って、技術的な知識があって製品の目利きができ、PCやスマートフォンの細かな設定やトラブルシューティングも厭わないのであれば、中華DACは裏技的に活用できる。こうしたギーク寄りのオーディオ製品は、基本的にハードウェアとドライバのみを提供し、後はユーザー任せのため、電子回路，OS，サウンドドライバなどの深い前提知識が要求され利用難易度は高めである。しかし、こうしたデジタル技術を駆使して無駄を省き価格を下げた製品をうまく活用できれば、価格と比べてあり得ないほどの高音質を得ることができる。